# مجلة فواصل
فواصل مجلة فنية شعرية أسسها طلال الرشيد عام 1994م، وكانت مجلة منافسة لـمجلة المختلف الكويتية والتي يملكها ناصر السبيعي. كان من الأشخاص البارزين فيها الشاعر والصحفي عبد الله ناصر العتيبي مدير تحرير المجلة، الصحفي عبد الله الراجح ويوسف الكهفي، وهاني الشحيتان وهادي الجنفاوي وكذلك شارك بتأسيسها الشاعر فهد عافت.

## خلفية
حاولت فواصل بشتى الطرق أن تركز على تقديم نجوم الشعر لكي تنافس مجلة المختلف في الشهرة وعدد المبيعات، لتكون فواصل ثاني مجلة من حيث عمرها الزمني واستمراريتها في الساحة الشعبية رغم مقتل مؤسسها طلال الرشيد عام 2003 بطلق ناري أثناء رحلة صيد في الجزائر.
بعد وفاة الرشيد صرح الشاعر عبد الله ناصر العتيبي مدير تحرير فواصل لموقع وكالة أخبار الشعر أن فواصل قررت منع صور النساء الغير محتشمات نهائيا في المجلة، ويبدو أن هذه الخطوة قد أثرت بشكل سلبي على نسبة التوزيع والمبيعات للمجلة، فلم يكن هناك مخرج بين ذلك الوعد وبين رفع التوزيع سوى إصدار مجلة أخرى تصدر من فواصل باسم مجلة سديم في بداية 2005م، ورغم عدم انتشار هذه المجلة بشكل يرضي طموح ملاك فواصل الذين تعودوا على النجاح إلا أنها كانت الخيار الأقرب بالنسبة لهم. فواصل التي وضعت لها خطة طموحة للمنافسة والاتساع، انتهى المطاف بها بتقاسم اسم فواصل بين المجلة والقناة في ظل ادارتين مختلفتين مع بقاء الاتفاق على المحتوى الادبي ذاته.

## التنافس مع المختلف
في عز احتدام المنافسة بين مجلة المختلف ومجلة فواصل ومع وجود بعض المجلات الأخرى التي تحاول اللحاق بركبهما قررت فواصل فجأة الظهور بإصدار نصف شهري في محاولة لنيل نصيب أكبر من كعكة التوزيع في الأسواق، ولم ينتظر ناصر السبيعي مالك مجلة المختلف طويلاً ليعلن عن رده على هذه الخطوة فقد جاء الرد بإصدار مجلة أصايل والتي أذيع وقتها أنها ستستقطب نجوم الدرجة الثانية لصعوبة النشر في مجلة المختلف وتسلم مهام رئاسة التحرير على فترات متقطعة إبراهيم الخالدي ونايف بندر إلا أن المجلة تعثرت أكثر من مرة في الصدور ليتم بعد ذلك توقفها النهائي واستمرار مجلة المختلف التي لم تختلف عن منافستها فواصل من حيث تعرضها لبعض العقبات الصعبة، والتي كان من أبرزها خروج بعض الأسماء الهامة فيها مثل على المسعودي وعبدالرحمن الشهيب وإبراهيم الخالدي وغيرهم، ودخولها في بعض القضايا مع مجلات أخرى . إلا أن كل هذه الاشكاليات لم تؤثر على ظهور المختلف فضائيا كما حدث لمجلة فواصل . إلا أن الأخيرة ورغم كل ماتعرضت له لازالت منافسا قويا تفوق على الجميع بلغة الأرقام .